# Gefen Primo
Pour les articles homonymes, voir Primo.
Gefen Primo (hébreu : גפן פרימו), née le 26 mars 2000, est une judokate israélienne.

## Palmarès

### Compétitions internationales
| Année | Compétition           | Lieu     | Résultat | Catégorie      |
| ----- | --------------------- | -------- | -------- | -------------- |
| 2018  | Championnats d'Europe | Tel Aviv | 3e       | Moins de 52 kg |
| 2021  | Championnats d'Europe | Lisbonne | 3e       | Moins de 52 kg |
| 2021  | Championnats du monde | Budapest | 3e       | Moins de 52 kg |
| 2022  | Championnats du monde | Tachkent | 3e       | Par équipes    |

### Masters mondial, Tournois Grand Chelem et Grand Prix
| Année | Compétition     | Lieu        | Résultat | Catégorie      |
| ----- | --------------- | ----------- | -------- | -------------- |
| 2018  | Grand Prix      | Agadir      | 3e       | Moins de 52 kg |
| 2019  | Grand Prix      | Marrakech   | 3e       | Moins de 52 kg |
| 2019  | Grand Chelem    | Bakou       | 3e       | Moins de 52 kg |
| 2019  | Grand Prix      | Hohhot      | 3e       | Moins de 52 kg |
| 2019  | Grand Prix      | Montréal    | 1re      | Moins de 52 kg |
| 2019  | Grand Prix      | Tachkent    | 3e       | Moins de 52 kg |
| 2021  | Grand Chelem    | Paris       | 1re      | Moins de 52 kg |
| 2021  | Grand Chelem    | Abou Dabi   | 3e       | Moins de 52 kg |
| 2022  | Grand Chelem    | Budapest    | 3e       | Moins de 52 kg |
| 2022  | Grand Prix      | Zagreb      | 3e       | Moins de 52 kg |
| 2022  | Grand Chelem    | Abou Dabi   | 3e       | Moins de 52 kg |
| 2023  | Grand Chelem    | Paris       | 3e       | Moins de 52 kg |
| 2023  | Grand Chelem    | Oulan-Bator | 1re      | Moins de 52 kg |
| 2023  | Masters mondial | Budapest    | 3e       | Moins de 52 kg |
| 2024  | Grand Chelem    | Astana      | 1re      | Moins de 52 kg |